# Sîra
Pour les articles homonymes, voir Sira.

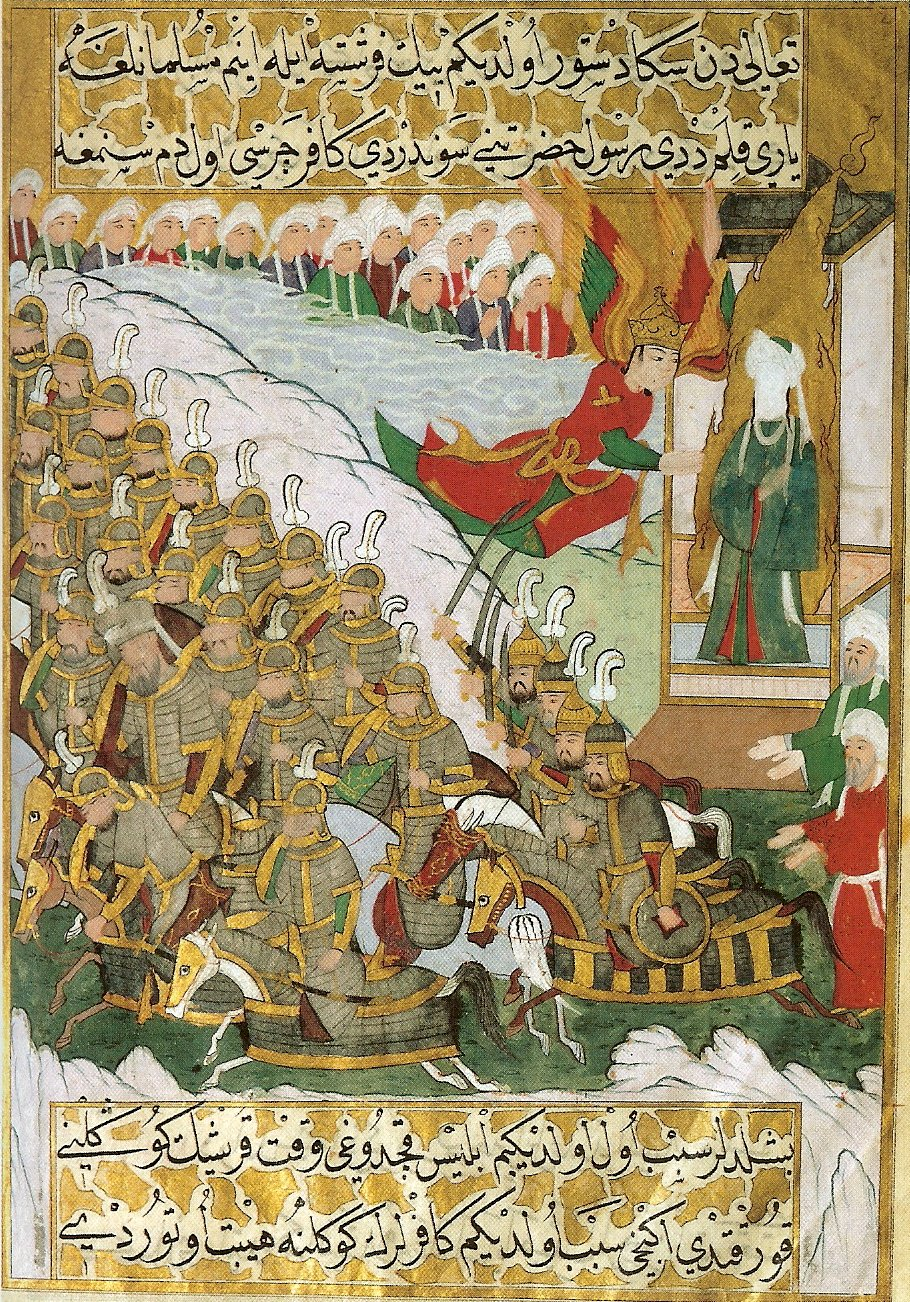
Mahomet à la bataille de Badr, Siyer-i Nebi, XIVe siècle.

La sîra ou sîrah (arabe : سيرة, litt. « biographie »), ou au pluriel siyar (سير), est, dans le contexte de l'islam, la biographie de Mahomet.

## La vie de Mahomet
La plus ancienne biographie de Mahomet connue est celle écrite par Ibn Ishaq (mort vers 768). Cette biographie ne nous est parvenue que sous la forme de la version remaniée par Ibn Hichâm (mort en 828 ou 833). Elle est connue sous le nom de Biographie du messager de Dieu, Muhammad ben `Abd Allah ou La biographie du prophète ou Biographie due à Ibn Hichâm.
La sîra d'Ibn Ishaq est intégralement traduite en langue française sous le titre Muhammad par Abdurrahmân Badawî.
Tabari (mort en 923) consacre dans la Chronique un chapitre à la biographie de Mahomet.
Ibn Kathîr a écrit une Biographie du prophète.

## Remarque
Ne pas confondre sîra et sirât où le ṭ doit être prononcé et qui est une transcription d'un mot arabe signifiant chemin, voie que l'on retrouve fréquemment dans le Coran. C'est alors le chemin à suivre.